# Hans-Georg Rammensee

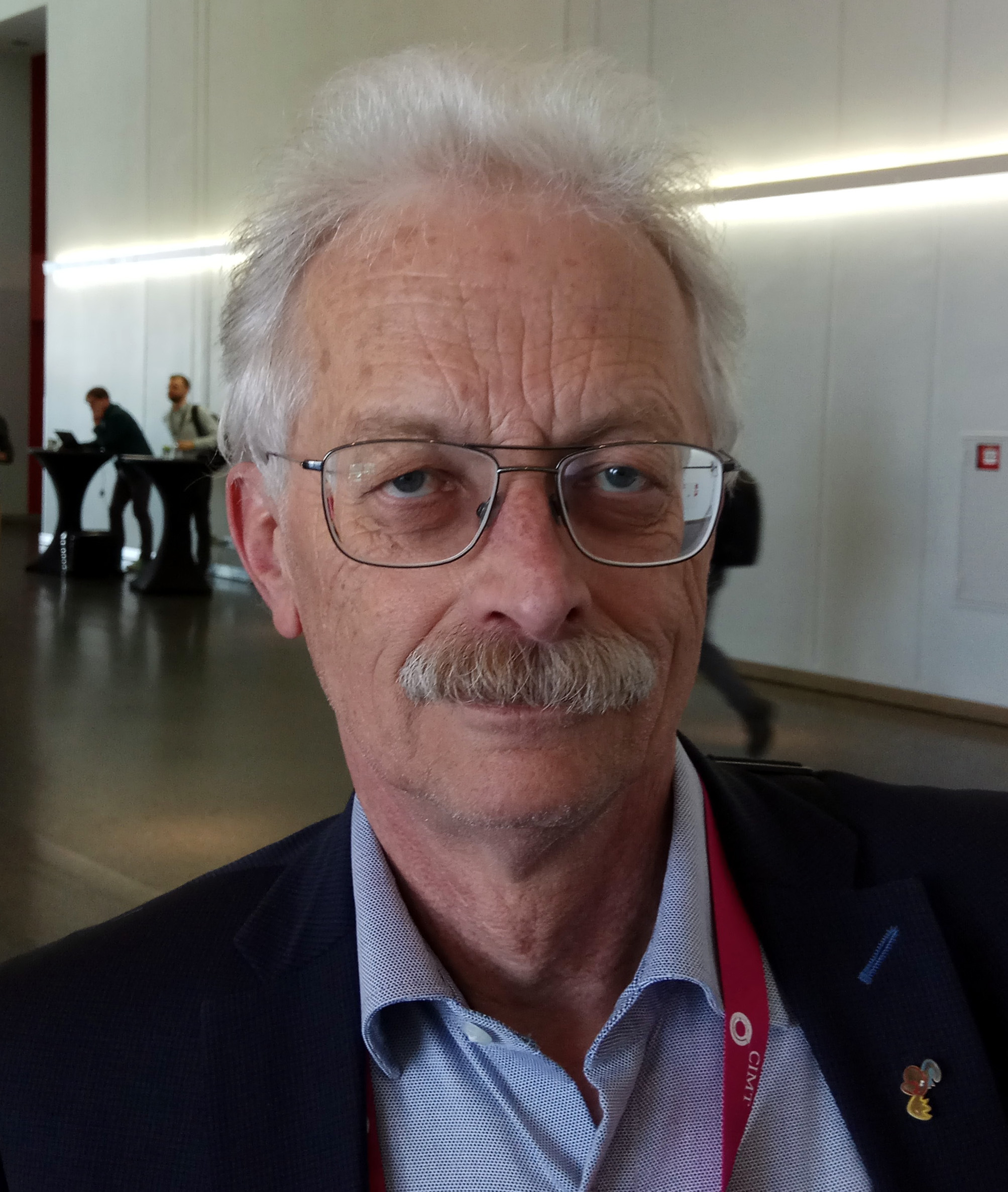
Hans-Georg Rammensee (2019)

Hans-Georg Rammensee (* 12. April 1953 in Tübingen) ist ein deutscher Immunologe und Forscher. Von 1996 bis 2023 hatte er den Lehrstuhl für Immunologie an der Eberhard-Karls-Universität Tübingen inne.

## Leben und Wirken
Rammensee studierte 1974 bis 1980 Biologie an der Universität Tübingen, wo er bei Jan Klein am Max-Planck-Institut für Biologie promoviert wurde. Als Post-Doktorand war er am Scripps Research und am Basel Institute for Immunology. Danach war er am MPI für Biologie in Tübingen, wo er 1987 bis 1993 das Labor für Immunologie leitete. Gleichzeitig war er Professor an der Universität Tübingen. 1993 bis 1996 leitete er die Abteilung Tumorvirus-Immunologie am Deutschen Krebsforschungszentrum in Heidelberg und war Professor in Heidelberg. Danach war er wieder an der Universität Tübingen, wo er die Abteilung Immunologie im Interfakultären Institut für Zellbiologie leitete. Ende September 2023 wurde er mit einem Abschiedssymposium in den Ruhestand verabschiedet. Als Seniorprofessor steht er der Universität weiterhin zur Verfügung.
Rammensee ist unter anderem für seine Forschungen zum Haupthistokompatibilitätskomplex und damit verbundener Peptide bekannt. In Tübingen leitete er ein Forschungsnetzwerk zur Translationalen Immunologie.
Er ist an der Entwicklung von Immuntherapien gegen Krebs beteiligt, zum Beispiel ab 2010 in Tübingen an klinischen Tests für einen spezifisch auf die jeweiligen Patienten zugeschnittenen Impfstoff, der diese gegen die eigenen Krebszellen immunisieren soll und zunächst bei Leberkrebs erprobt wird. Ansatzpunkt sind jeweils die rund 90 individuell verschiedenen genetischen Veränderungen in den Krebszellen, die aus einer Gensequenzierung der Krebszellen bestimmt werden, und nach denen dann synthetische Peptide hergestellt werden.
Er war Mit-Herausgeber von Immunogenetics, Cellular and Molecular Life Science und des European Journal of Immunology. Er ist im wissenschaftlichen Beirat der Firma immatics (Krebsimmuntherapie), die aus seiner Abteilung für Immunologie in Tübingen hervorgegangen ist, wie auch mehrere weitere Firmen zur Pharmaforschung wie Synimmune und CureVac. Bei Synimmune, die Antikörper zur Krebstherapie entwickelt, ist er einer der Gründer, bei CureVac, die Medikamente auf Basis von mRNA entwickelt, war er im Beirat. Im Mai 2020 unternahm er einen Selbstversuch mit einem von seiner Arbeitsgruppe entwickelten COVID-19-Impfstoff.

## Ehrungen (Auswahl)
- 1991 Meyenburg-Preis
- 1992 Gottfried-Wilhelm-Leibniz-Preis der Deutschen Forschungsgemeinschaft
- 1993 Robert-Koch-Preis
- 1996 Paul-Ehrlich-und-Ludwig-Darmstaedter-Preis
- 2013 Familie-Hansen-Preis
- 2013 Deutsche Krebshilfe Preis
- 2016 Ernst-Jung-Preis
- 2020 Landesforschungspreis Baden-Württemberg
- 2022 Mitglied der Deutschen Akademie der Naturforscher Leopoldina
- 2023 Lifetime Achievement Award der Association for Cancer Immunotherapy (CIMT)[9]

## Schriften
- Herausgeber mit Christoph Huber, Thomas Wölfel, Cedrik Britten: Krebsimmuntherapien – Standards und Innovationen. Deutscher Ärzteverlag, 2008
- mit T. Weinschenk, C. Gouttefangeas, S. Stevanovic: Towards patient-specific tumor antigen selection for vaccination.  Immunol Rev., Band 188, 2002, S. 164.
- Peptides made to order. Immunity, Band 25, 2006, S. 693–695
- Survival of the fitters. Nature, Band 419, 2002, S. 443–445
- News and Views: Immunology: Protein surgery. Nature, Band 427, 2004, S. 203–204
- mit K. Falk, O. Rötzschke, S. Stevanovic, G. Jung: Allele-specific motifs revealed by sequencing of self-peptides eluted from MHC molecules. Nature Band 351, 1990, S. 290–296
- mit O. Rötzschke, K. Falk, K. Deres, H. Schild, M. Norda, J. Metzger, G. Jung: Isolation and analysis of naturally processed viral peptides as recognized by cytotoxic T cells. Nature, Band 348, 1990, S. 252–254
- mit K. Falk, O. Rötzschke: Cellular peptide composition governed by major histocompatibility complex class I molecules. Nature, Band 348, 1990, S. 248–251.
- mit Rötzschke, O., K. Falk, H.-J. Wallny, S. Faath: Characterization of naturally occurring minor histocompatibility peptides including H-4 and H-Y. Science, Band 249, 1990, S. 283–287
- mit H.-J. Wallny: Identification of classical minor histocompatibility antigen as cell-derived peptide. Nature, Band 343, 1990, S. 275–278
- mit K. Deres, H. Schild, K.-H. Wiesmüller, G. Jung: In vivo priming of virus-specific cytotoxic T lymphocytes with synthetic lipopeptide vaccine.  Nature Band 342, 1989, S. 561–564
- mit P. J. Robinson, A. Crisanti, M. J. Bevan: Restricted recognition of beta 2-microglobulin by cytotoxic T lymphocytes. Nature, Band 319, 1986, S. 502–504.
- mit M. J. Bevan: Evidence from in vitro studies that tolerance to self antigens is MHC-restricted.  Nature, Band 308, 1984, S. 741–744